# Benveniste
A família Benveniste é uma família judia antiga, nobre, rica e erudita de Narbona, França e norte da Espanha, estabelecida no século XI. A família esteve presente nos séculos XI a XV em Hachmei Provença (hoje, Occitania, França), Barcelona, Aragão e Castela.
Os membros da família recebiam títulos honoríficos das autoridades e eram membros da administração dos reinos de Aragão e Castela. Foram eles o Baillie ("Bayle") — Fiscal e Tesoureiro, Alfaquim — Conselheiro Superior do Rei e Médico Real em Barcelona e Aragão nos séculos XII e XIII. Eles detinham o título de "Nasi" (príncipe, em hebraico), pois são considerados pela tradição judaica como descendentes do rei Davi e membros da Casa de Davi nas comunidades judaicas (principalmente de Barcelona) e foram proeminentes líderes religiosos e seculares em séculos XI a XIV.
Do século XIV ao XV, eles detinham os títulos de "Benveniste de la Cavalleria" — "dos cavaleiros" (nome dado pelos Cavaleiros Templários a seus tesoureiros e coletores de impostos) e Dom — uma pessoa nobre em Aragão e Castela. No rescaldo dos massacres de judeus que começaram na Espanha em 6 de junho de 1391, alguns como a família de Cartagena se converteram ao cristianismo e se tornaram poderosos conversos em Burgos. Após a expulsão dos judeus da Espanha em 1492, os não convertidos foram dispersos principalmente para Portugal, Grécia — Salônica, outras partes do Império Otomano e países do norte da África. Em Portugal, eles foram forçados a se converter ao cristianismo em 1497 e se tornaram alguns dos comerciantes e banqueiros mais ricos (a família Mendes) da Europa. Hoje o nome é usado por famílias na Europa, nas Américas, na Ásia e em Israel. Também foi usado como prænomen.

## Origem do nome
O nome italiano é uma composição das palavras "bene" que significa "bem" e "veniste" que significa "veio". O nome foi dado aos bebês, uma acolhida ao mundo, uma forma de agradecer a Deus por um descendente. O nome foi gradualmente adotado como sobrenome, relacionado ao pai. Existem muitas variações do nome na Itália e nos países do Mediterrâneo: Benvenuto, Benvenuti, Benvenga, Benvenisti e muitos outros.
A origem do nome de acordo com uma lenda familiar contada a David Benvenisti, um proeminente estudioso israelense, por seu avô Benvenisti Samuel José, um proeminente líder judeu em Salonica, no início do século XX é: "Quando nossos antepassados moravam na Espanha, um dos reis tinha um ministro das finanças judeu que também servia como médico real. Ele também era conhecido como um especialista em flora, especialmente plantas medicinais. Certa vez, o rei, acompanhado de seu ministro judeu, foi passear nos campos próximos ao palácio. O ministro contou ao rei sobre cada planta. O rei ficou especialmente fascinado pela malva e suas flores rosas e violetas. Quando o rei perguntou como se chamava a flor e para que servia, o ministro judeu respondeu que suas pétalas eram cozidas e comidas, e se chamava "bienva". Nesse momento, um dos ministros, um inimigo jurado do ministro judeu, caiu na gargalhada e disse ao rei: "Majestade, aquele ministro judeu especialista na flora de nosso país estava zombando de você. Ele deliberadamente lhe deu um nome errado para aquela flor, a fim de envergonhá-lo diante de seus ministros e vizires. Isso não é um "bienva", mas uma "malva"." O rei, com raiva, pediu ao ministro judeu que explicasse, ameaçando-o com uma punição terrível. O ministro disse: "Sua Majestade, estou pronto para aceitar seu julgamento. Mas primeiro, eu imploro, ouça-me com atenção. Quando estávamos no campo, você me pediu para lhe dizer o nome daquela planta. Lá estava você diante de mim, Alteza Real, e eu pensei: De modo algum vou ofender Vossa Majestade, dizendo-lhe o verdadeiro nome da planta, "malva" — "malvada"! Então eu disse a você que a planta se chama "bienva", "bem-vindo"!". O rei ficou apaziguado e disse ao ministro judeu: "Você venceu aqueles meus dois ministros que lhe desejam mal. Estou satisfeito com a sua explicação. E para comemorar esta ocasião, eu por meio deste; "dub you bien veniste" ("Benveniste") ou "sua chegada foi para sempre".
No entanto, a bela lenda familiar acima não leva em conta o fato de que, tanto na Ibéria medieval quanto no Languedoc, antes de ser usado como sobrenome, Benveniste (da expressão espanhola "bien viniste", que significa "(você) chegou bem") era usado pelos judeus como um nome próprio. Era um dos nomes votivos típicos dos judeus medievais do sudoeste da Europa: expressava o desejo de que a criança fosse bem-vinda neste mundo. Como muitos outros nomes baseados nos nomes próprios do pai (patronímicos), gradualmente se tornou um nome de família hereditário. Algumas fontes afirmam que na Europa Oriental a família adaptou os sobrenomes Epstein e Horowitz.

## Pessoas

Império Franco no século V ao IX e um mapa mostrando as adições de Carlos Magno (em verde claro) ao Reino Franco, incluindo Septimânia

A primeira aparição do nome Benveniste foi no século XI no sul da França (Septimânia, Provença de nosso tempo). Anteriormente, no século VIII, a região foi moldada por Carlos Magno do Império Carolíngio. O grande centro judaico de Narbona foi estabelecido, de acordo com fontes judaicas e cristãs, por judeus proeminentes de Bagdá a pedido dos reis carolíngios. Os nomes babilônicos de Maquir, Hasdai, Xexete e Selatiel são os nomes dos principais rabinos e líderes — Nasi (considerados pela tradição judaica como descendentes do rei Davi) do centro judaico.
Os sefarditas alfabetizados numericamente ajudaram as Coroas do Reino de Aragão e do Condado de Barcelona como coletores de impostos e conselheiros. Em 1150, Aragão e Barcelona foram unidas pelo casamento de seus governantes. As famílias judias sefarditas aparecem junto com o nome Benveniste em documentos oficiais e judeus de Narbona, Barcelona e Aragão do século XI-XIII com o título Nasi adicionado aos seus nomes. Eles aparecem nos livros de viagem de Benjamim de Tudela do século XII.
- Isaque bem José bem Benveniste Nasi, também conhecido como ibne Barum (século XI), foi um gramático, lexicógrafo e poeta hebraico. Ele viveu em Saragoça durante a era islâmica e em Málaga e se associou aos poetas Moisés ben Esdras e Judah Halevi.[6]

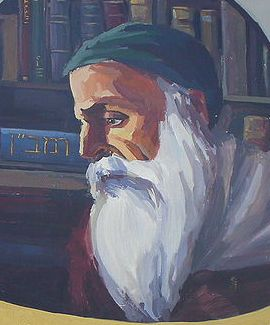
Bonastruc de (ça) Porta - Namânides

Reino de Aragão, Condado de Barcelona e Reino de Castela (Castilla) em 1037

- Isaque Benveniste Nasi foi o médico do rei de Aragão que veio de Narbona, França, à Espanha, no século XII. O pai de Xexete Benveniste Nasi.
- Xexete Benveniste Nasi (c.  1131–1209) foi médico, escritor, conselheiro político e diplomata dos reis de Aragão. Foi à Espanha de Narbona com seu pai no século XII. Recebeu sua educação em Narbona, sua provável cidade natal, depois viveu em Barcelona, e mais tarde em Saragoça, cidade em que morreu. Ele praticou medicina e foi o autor de uma obra médica, e cópias manuscritas das quais ainda existem em Oxford e Munique. Tal era sua reputação como médico que os pacientes vinham de longas distâncias para consultá-lo.
- Isaque bem José Benveniste Nasi (falecido em 1224) foi o médico do rei de Aragão. Foi a figura principal nos congressos representativos das comunidades judaicas convocados em Montpellier e Saint-Gilles em 1214 e 1215 para considerar medidas de proteção em vista da aproximação do Concílio de Latrão. Posteriormente, garantiu às comunidades aragonesas a suspensão temporária da obrigatoriedade do uso da insígnia judaica.[6]
- Vidal Benveniste de Porta (falecido em 1268), judeu Bailie ("bayle") — o fiscal e tesoureiro de Barcelona, Girona e Lérida. Seu irmão era Bonastrucça [de] Porta, Namânides (em hebraico, Ramban), também conhecido como Rabino Moisés bem Namã Girondi (1194–1270), cresceu, estudou e viveu em Girona. Ele foi um importante estudioso judeu medieval, rabino da Catalunha, filósofo, médico, cabalista e comentarista bíblico. Participou na Disputa de Barcelona em 1263 ante o rei Jaime I de Aragão.

### Aragão, Reino de Castela e a expulsão dos judeus noséculo XV
- Vidal Benveniste (da Cavalaria) foi um proeminente estudioso judeu espanhol que viveu em Saragoça (capital de Aragão) no início da segunda metade do século XIV e início do XV. A honra "Benveniste da Cavalaria", de acordo com a Encyclopaedia Judaica, foi dada à família pelos cavaleiros templários que protegiam a família, e a família, por sua vez, administrava o sistema tributário dos templários. A sua família esteve ligada ao desenvolvimento da cidade de Saragoça no século XIV, e os membros da família Benveniste da Cavalaria eram financiadores dos reis locais.[7] Foi eleito, pelos notáveis das comunidades judaicas de Aragão, como orador perante o papa no início da disputa de Tortosa (1412).[8]
- Abraão Benveniste (Bienveniste) (falecido em c. 1450) de Sória e Toledo, Estadista da Espanha e rabino-chefe (ou "rabino da corte") de Castela durante o reinado de João II (r. 1406–1454). Também foi encarregado das finanças públicas do reino junto com Yosef Nasi. Sob a presidência de Benveniste, um sínodo judeu em Valladolid em 1432 elaborou um estatuto chamado "Takḳanoth", que serviria de base para a administração das comunidades judaicas na Espanha. Tratava do serviço divino, da glorificação do estudo da lei, da tributação do Estado e do bem-estar e progresso das comunidades.[9][10]
- Vidal Benveniste (de la Cavalleria) era neto de Abraham Benveniste era um homem proeminente e rico na Espanha na segunda metade do século XV. Junto com seu irmão Abraham[11] eles negociaram um pacto com o rei de Portugal para permitir que 120.000 dos exilados judeus da Espanha em 1492 permanecessem em Portugal por seis meses. Os exilados judeus deviam pagar um ducado por cada alma, e a quarta parte de todas as mercadorias que traziam consigo quando entraram em Portugal.[12]
- Solomão ha-Levi (de la Cavalleria Benveniste), primo de Abraham Benveniste, era o judeu mais rico e influente de Burgos, um estudioso erudito da literatura talmúdica e rabínica e um rabino da comunidade judaica. Seu pai, Isaac ha-Levi, era oficial de justiça de Afonso XI e veio de Aragão para Burgos em meados do século XIV, onde se casou com Maria Benveniste, irmã do pai de Abraham Benveniste. Ele se converteu após os grandes massacres de judeus que começaram em 6 de junho de 1391 e mudou seu nome para Paulo de Santa Maria. Sua inteligência e erudição, bem como seu dom de oratória, ganharam elogios de Isaac ben Sheshet e também ganharam para ele a confiança do rei Henrique III de Castela, que em 1406 o nomeou guardião do selo real. Em 1416, o rei Henrique o nomeou Lord Chancellor. Após a morte do rei, o arcebispo Paulo foi membro do conselho que governou Castela em nome da regente Dona Catarina e, por vontade do falecido rei, foi tutor do herdeiro do trono, o futuro João II de Castela. Sua família e descendentes usavam o sobrenome de Cartagena e se tornaram a mais poderosa e "prolífica família convertida da história espanhola".[13]

### Os Sefarditas em Portugal
- Francisco Mendes (Tzemá Benveniste, em hebraico) foi um dos comerciantes e banqueiros mais ricos da Europa na primeira metade do século XVI. Ele era o bisneto de Abraham Benveniste. Sua família era formada por judeus sefarditas convertidos à força, conhecidos como Conversos (também chamados de criptojudeus, marranos e judeus secretos). Ainda judeus, fugiram para Portugal quando os Reis Católicos, a Rainha Isabel I de Castela e o Rei Fernando II de Aragão, expulsaram os Judeus em 1492. Cinco anos depois, em 1497, eles foram convertidos à força ao catolicismo junto com todos os outros judeus em Portugal naquela época. Francisco Mendes|Benveniste fundou e dirigiu o Mendes Bank, juntamente com os seus irmãos Diogo Mendes (Meir Benveniste) e Gonçalo Mendes, de Lisboa e depois de Antuérpia,[14] uma poderosa trading e um banco de renome mundial com agentes em toda a Europa e ao redor do Mediterrâneo. A Casa Mendes/Benveniste provavelmente começou como uma empresa de comércio de objetos preciosos. Após o início da Era dos Descobrimentos e a descoberta, pelos portugueses, de uma rota marítima para a Índia, Gonçalo Mendes financiou navios (e possivelmente participou) nas missões de Vasco di Gama. Eles se tornaram particularmente importantes como uma das seis famílias que controlavam o comércio de especiarias nas armadas portuguesas da Índia (os reis da pimenta-do-reino). Eles estabeleceram com as outras famílias um posto comercial em Antuérpia de onde controlavam a distribuição de pimenta-do-reino na Europa. Eles também negociavam com prata - a prata era necessária para pagar os asiáticos por essas especiarias.[15] Eles financiaram os reis e rainhas de Portugal, Espanha, Inglaterra, Flandres e os papas em Roma através do Mendes Bank, que se tornou um dos maiores bancos do mundo no século XVI junto com a família Fugger e Welser.[16]
- Gracia Mendes Nasi / Benveniste / Beatriz de Luna — (1510–1569) Doña Gracia foi uma empresária sefardita/judia-portuguesa. Era filha de Filipa Mendes Benveniste e Álvaro de Luna. Ela era casada com seu tio Francisco Mendes (Tzemah Benveniste), herdou a fortuna Mendes/Benveniste e devido à sua excepcional perspicácia nos negócios, tornou-se uma das mulheres mais ricas da Europa em meados do século XVI.[17] Retornou ao judaísmo em Ferrara em 1552 juntamente com membros da família Henriques/Nunes/Benveniste (Meir, Abraão e Reyna Benveniste). Em 1553/1554 ela deixou Ferrara junto com sua filha Ana (Reina) e (em breve) genro Don Joseph Nasi e a família Henriques-Nunes-Benveniste para Salonica e Istambul onde se estabeleceram a convite do Sultão Suleiman. Eles eram muito ativos no comércio, finanças e na vida judaica local e internacional.[18]
- Don Joseph Nasi, duque de Naxos — diplomata, estadista e financista, sobrinho de Dona Gracia Mendes Nasi e uma figura influente no Império Otomano durante os governos do sultão Suleiman I e de seu filho Selim II. Ele foi um grande benfeitor do povo judeu. Judeu da corte, foi nomeado senhor de Tiberíades, com o objetivo expresso de reassentar os judeus na Síria otomana e foi nomeado para o Ducado do Arquipélago de 1566 a 1579, título geralmente concedido apenas aos muçulmanos. Por volta de 1563, Joseph Nasi obteve permissão do sultão Selim II para adquirir Tiberíades e sete aldeias vizinhas para criar uma cidade-estado judaica e encorajar a indústria lá. Ele esperava que um grande número de refugiados judeus se estabelecesse ali, livres do medo e da opressão; de fato, os judeus perseguidos de Cori, Itália, totalizando cerca de 200 almas, decidiram emigrar para Tiberíades. No entanto, vários fatores durante os anos seguintes contribuíram para o fracasso final do plano. Este projeto de Gracia Mendes Nasi e Joseph Nasi foi a única tentativa prática de estabelecer algum tipo de cidade-estado judaica entre os séculos IV e XIX.

### Grécia, Itália e Turquia
- Judah Benveniste e Don Samuel Benveniste Filhos de Meir Benveniste de Toledo. Netos de Don Abraham Benveniste, o rabino da corte de Castela. Eles imigraram para Salônica em 1492 com outros exilados judeus espanhóis, e com eles fundaram a comunidade sefardita naquela cidade. Eles conseguiram preservar uma parte de seu grande patrimônio suficiente para a compra de uma grande coleção de livros. Vários escribas experientes sempre foram empregados na cópia da Mishná, do Talmude e de outras obras em suas casas, que era o centro dos exilados espanhóis eruditos.[5]
- Vidal Benveniste de Aragão estabeleceu-se em Constantinopla após a expulsão da Espanha em 1492. Escritor de um livro publicado em 1512.[19]
- Moses Benveniste (segunda metade do século XVI), médico do grão-vizir Siavuche Paxá em Constantinopla. Assessor político e diplomata. Negociou a paz com a Espanha. Morreu no exílio em Rodes.
- Joshua ben Israel Benveniste (c. 1590 – c. 1668), médico e rabino em Constantinopla
- Chaim Benveniste (1603–1673), irmão de Josué, autoridade rabínica em Constantinopla e mais tarde em Esmirna.

### Outros países
- Immanuel Benveniste (1608–1664) um notável impressor de Amesterdã que imprimiu muitos livros em hebraico, entre eles a Bíblia e o Talmude. Ele era de Veneza. Informações indiretas apontam para sua origem como um cripto-judeu que se converteu ao judaísmo e possivelmente como membro da família Mendes-Benveniste de Veneza (ver Dona Gracia Mendes Nasi ).[20]
- Émile Benveniste (1902-1976), linguista estrutural francês
- Jacques Benveniste (1935-2004), imunologista francês
- Asa Benveniste (1925-1990), poeta americano
- Richard Ben-Veniste (nascido em 1943), advogado americano
- Guy Benveniste (nascido em 1927), educador e planejador francês e americano
- David Benvenisti, (1897-1993), de Salônica e Jerusalém, educador e geógrafo israelense, ganhador do Prêmio Israel. O pai de Meron Benvenisti e Refael (Rafi) Benvenisti e avô de Eyal Benvenisti.
- Meron Benvenisti (1934–2020), historiador e jornalista israelense.
- Refael (Rafi) Benvenisti (nascido em 1937), economista israelense, irmão de Meron.
- Eyal Benvenisti (nascido em 1959), professor de direito israelense e internacional, filho de Meron
- Baruch Epstein (1860-1941), rabino lituano, seu sobrenome original era Benveniste